# Bülow (Adelsgeschlecht)

Wappen derer von Bülow

Bülow ['byːloː] ist der Name eines deutschen Adelsgeschlechts. Die Herren, Freiherren und Grafen von Bülow zählen zum mecklenburgischen Uradel und konnten sich weit über ihre Stammheimat hinaus ausbreiten. Zahlreiche Zweige der Familie bestehen bis heute.

## Geschichte

### Herkunft und Ausbreitung

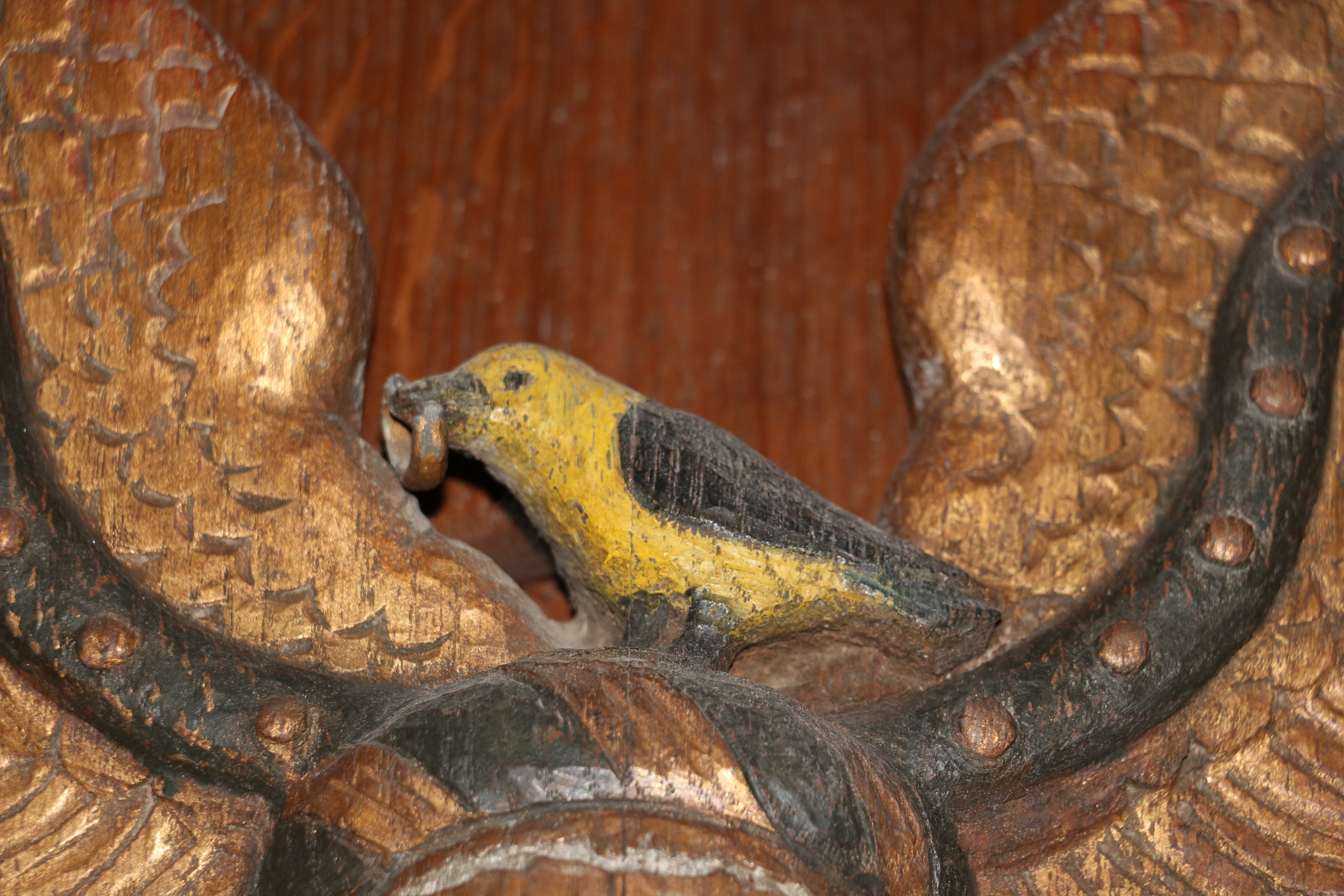
Pirol als Helmkleinod (Bülowkapelle im Doberaner Münster)

Die Bülow sind eine Familie, die mit Ritter Godofridus de Bulowe im Jahr 1229 erstmals urkundlich erscheint. Mit Gottfried, welcher ebenfalls in den Jahren 1239 bis 1255 in insgesamt 24 Urkunden als Ritter genannt wurde, beginnt auch die gesicherte Stammreihe des Geschlechts. Seinen Namen entlehnte er von seinem gleichnamigen Stammsitz in Bülow bei Rehna in Mecklenburg, einem heutigen Ortsteil von Königsfeld. 1237 stattete Gottfried das nahe seinem Rittersitz Bülow neu gegründete Kloster Rehna mit neuem Grund und Boden aus. Im dortigen Sprachraum, auf wendische Sprachwurzeln zurückgreifend, wird der Pirol, der auch als Kleinod des Familienwappens geführt wird, als Vogel Bülow bezeichnet.
Die Ritter und Brüder Johann († vor 1309) und Heinrich († 1267) stifteten die beiden Äste A Wedendorf und B Gadebusch-Plüskow (Plüschow). In den Jahren 1382 bis 1444 verzweigte sich das Geschlecht in insgesamt acht Linien, die sich nach den damals besessenen Hauptgütern benennen und nach denen ihre Nachfahren bis heute genealogisch eingeteilt werden: Wedendorf (von 1255 bis 1679 im Besitz der Familie), Potremse (vor 1445 bis Mitte 18. Jh.), Simen (ab ca. 1400 bis Mitte 18. Jh.), Radum (Groß Raden bei Sternberg, um 1380–1669), Zibühl (ab 1322), Gartow (1438 vom Johanniterorden erworben, 1694 an die Bernstorff verkauft), Wehningen (ab 1428) und Plüskow (Schloss Plüschow, von 1450 bis 1758).

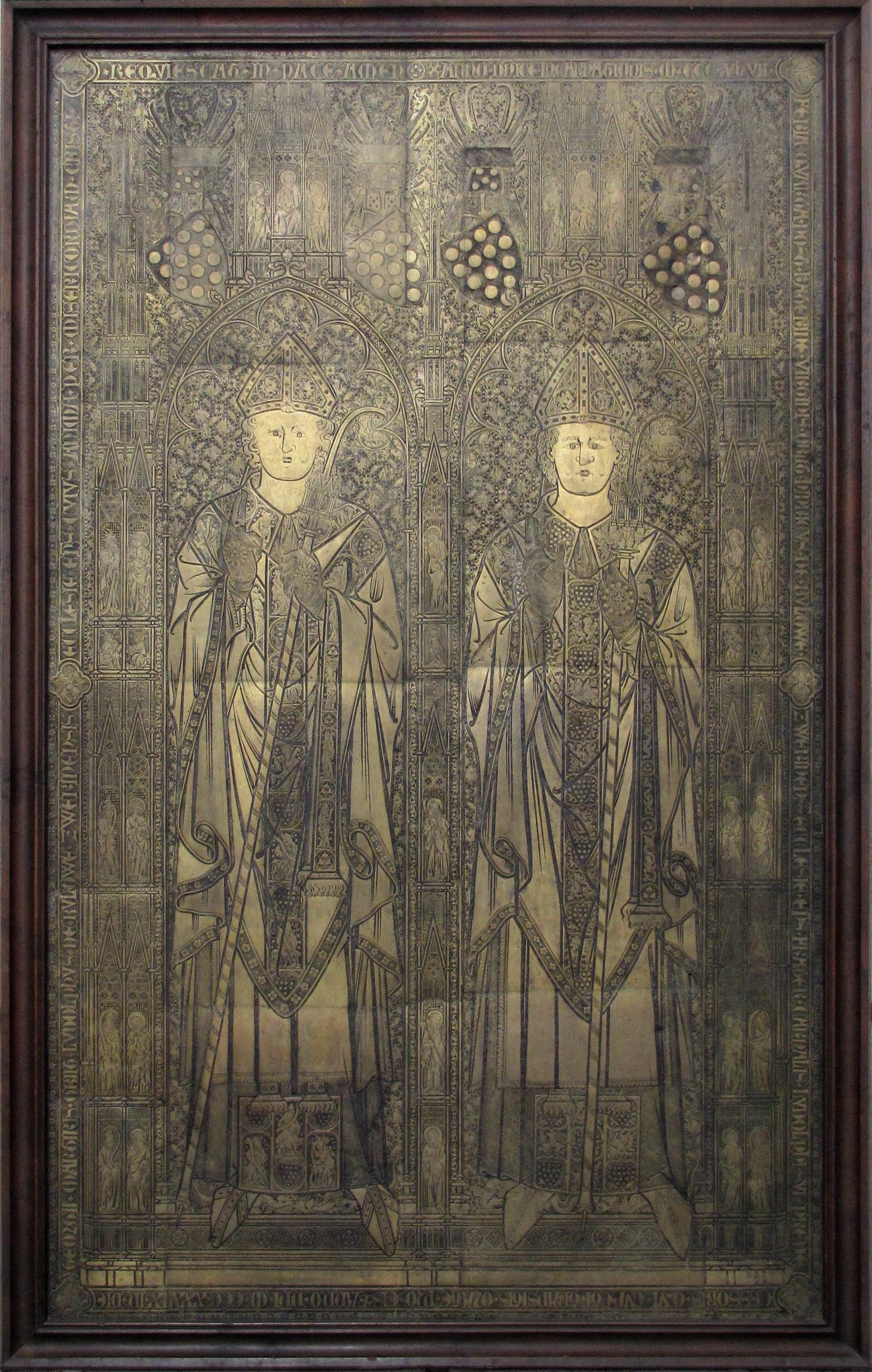
Grabplatte der Bischöfe Ludolf († 1339) und Heinrich († 1347) von Bülow im Schweriner Dom

Im 14. Jahrhundert stellten die Bülow vier Bischöfe im Bistum Schwerin. Auch späterhin bestand eine enge Verbindung zur Kirche, so entstammte auch ein Bischof im Bistum Lebus im 15. Jahrhundert aus der Familie. Bis zur Reformation sind in Mecklenburg weiterhin mehrere Domherrn, Dechanten, zwei Pröbste und drei Priorinnen im Kloster Rehna bekannt. Das Einschreibebuch des Klosters Dobbertin weist im Zeitraum 1696 bis 1918 188 Eintragungen mit Familiennamen Bülow auf; etwa fünfzehn Prozent dieser eingeschriebenen Mädchen wurden als Konventualinnen im Kloster Dobbertin aufgenommen. Aus 73 mecklenburger Kirchen sind Bülow´sche Stiftungen wie Epitaphe, Taufkelche, Leuchter, Patronatsstühle, Glocken oder Altäre bekannt.
1383 brannte der Ritter Heinrich von Bülow den Ort Wilsnack (Brandenburg), dessen Kirche und weitere Dörfer der Umgebung nieder. Nachdem in der Ruine der Wilsnacker Kirche drei rot verfärbte Hostien gefunden worden waren, bestätigte der Havelberger Bischof Dietrich II. von Man ein Hostienwunder. Die Wunderblutkirche wurde daraufhin zu einer der bedeutendsten Wallfahrtskirchen Europas. Die Pilgerfahrten zur Wunderblutkirche endeten, als der erste evangelische Pfarrer von Wilsnack die Reste der Hostien 1552 verbrannte.
Im Zeitraum 1229 bis 1945 konnten die Bülows 110 Burgen, Güter und Dörfer in Mecklenburg zeitweise in ihren Besitz bringen. Zahlreiche mecklenburgische Güter waren bis zur Enteignung 1945 in Familienbesitz: Die Linie Wedendorf besaß Camin (seit 1663), ab 1852 Goldenbow und bis 1930 auch Rodenwalde, die Linie Simen Bäbelitz und Jatzke, die Linie Gartow (Zweig Woserin) ab 1791 Wamckow sowie ab 1901 Ludorf und ab 1908 Solzow, die Linie Wehningen (Zweig Gudow) ab 1604 Wendisch Lieps (Greven, heute Wüstung) die Linie Plüskow ab 1883 Stremlow und ab 1914 Rogeez. Gorow war von 1767 bis 1916 im Familienbesitz.

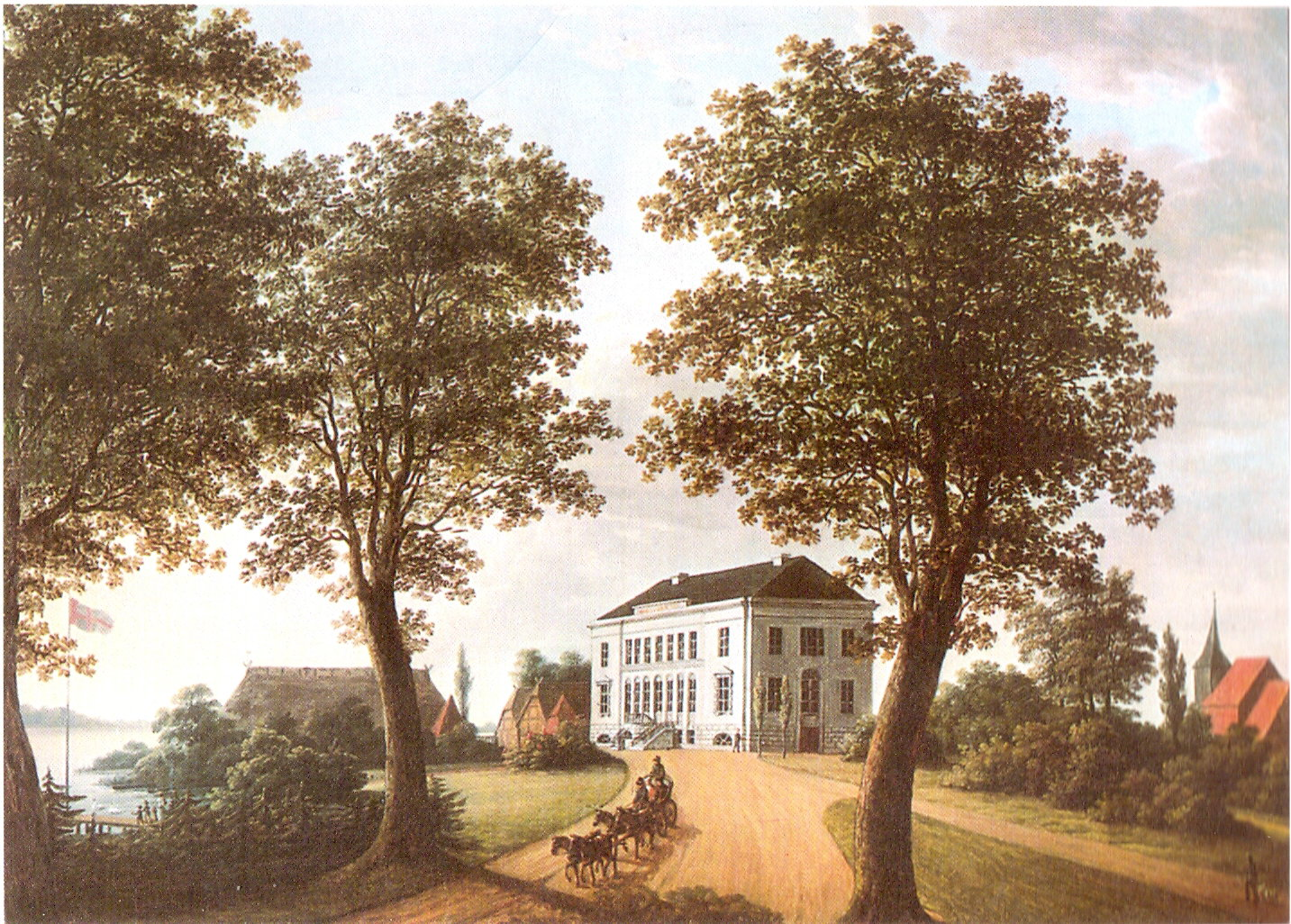
Gutshaus Gudow, Kreis Herzogtum Lauenburg (um 1830), seit 1470 im Familienbesitz

Im benachbarten Schleswig-Holstein sind einige Güter bis heute im Familienbesitz geblieben: Die lauenburgischen Erblandmarschälle von Bülow besitzen das Gut Gudow seit dem Jahre 1470 bis heute. Die Gudower Bülow erwarben 1778 auch das Gut Kühren, wo sich in der Folge ein eigener Zweig bildete, der Kühren bis heute bewirtschaftet und der 1881 in den preußischen primogenen Grafenstand erhoben wurde. Seit 1812 ist auch das Gut Bothkamp im Besitz eines Zweiges, seit 1891 das Gut Wittmoldt. In Schlesien gehörte ihnen das Gut Nieder-Örtmannsdorf.

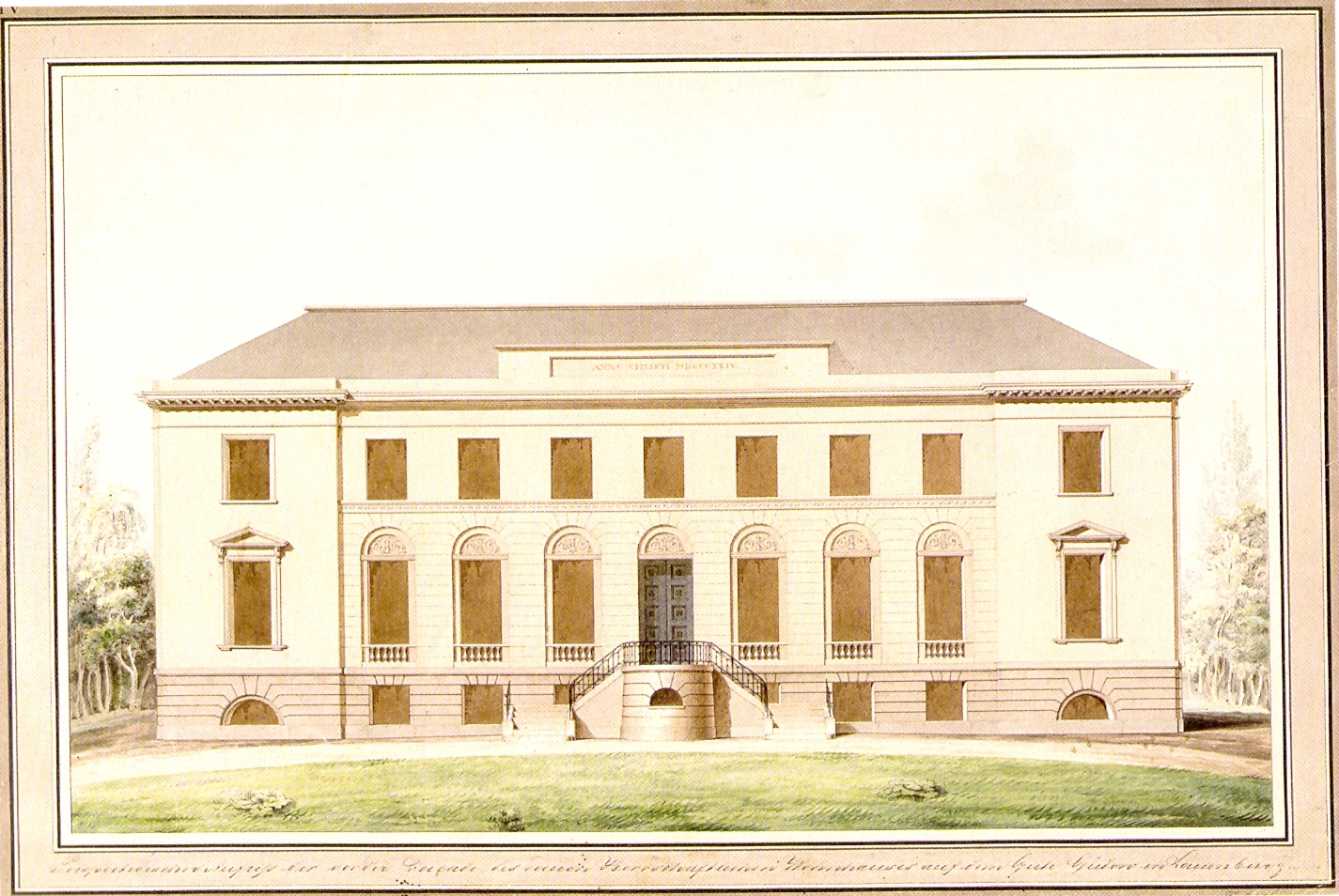
Gutshaus Gudow, Entwurf von Lillie (1824)
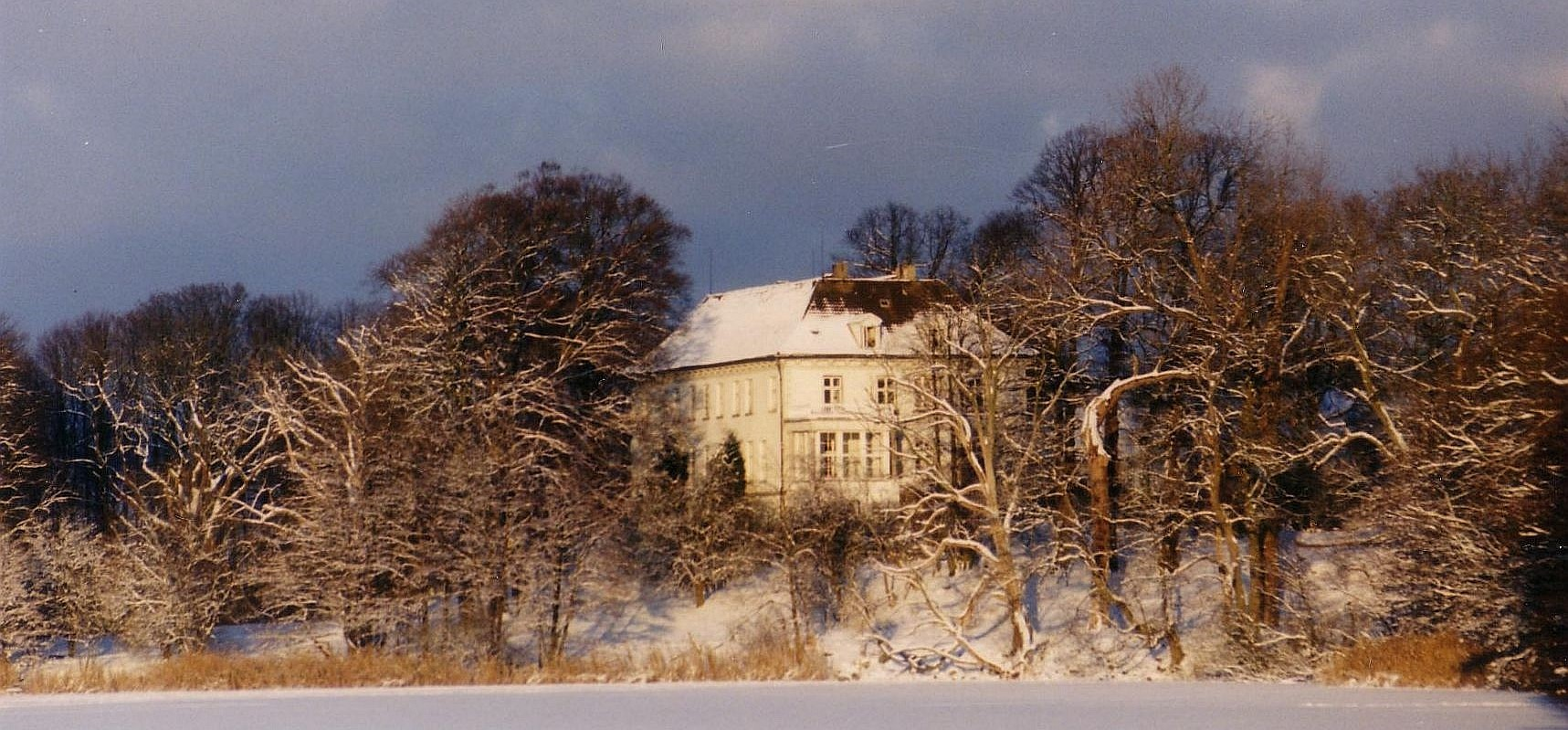
Gut Bothkamp
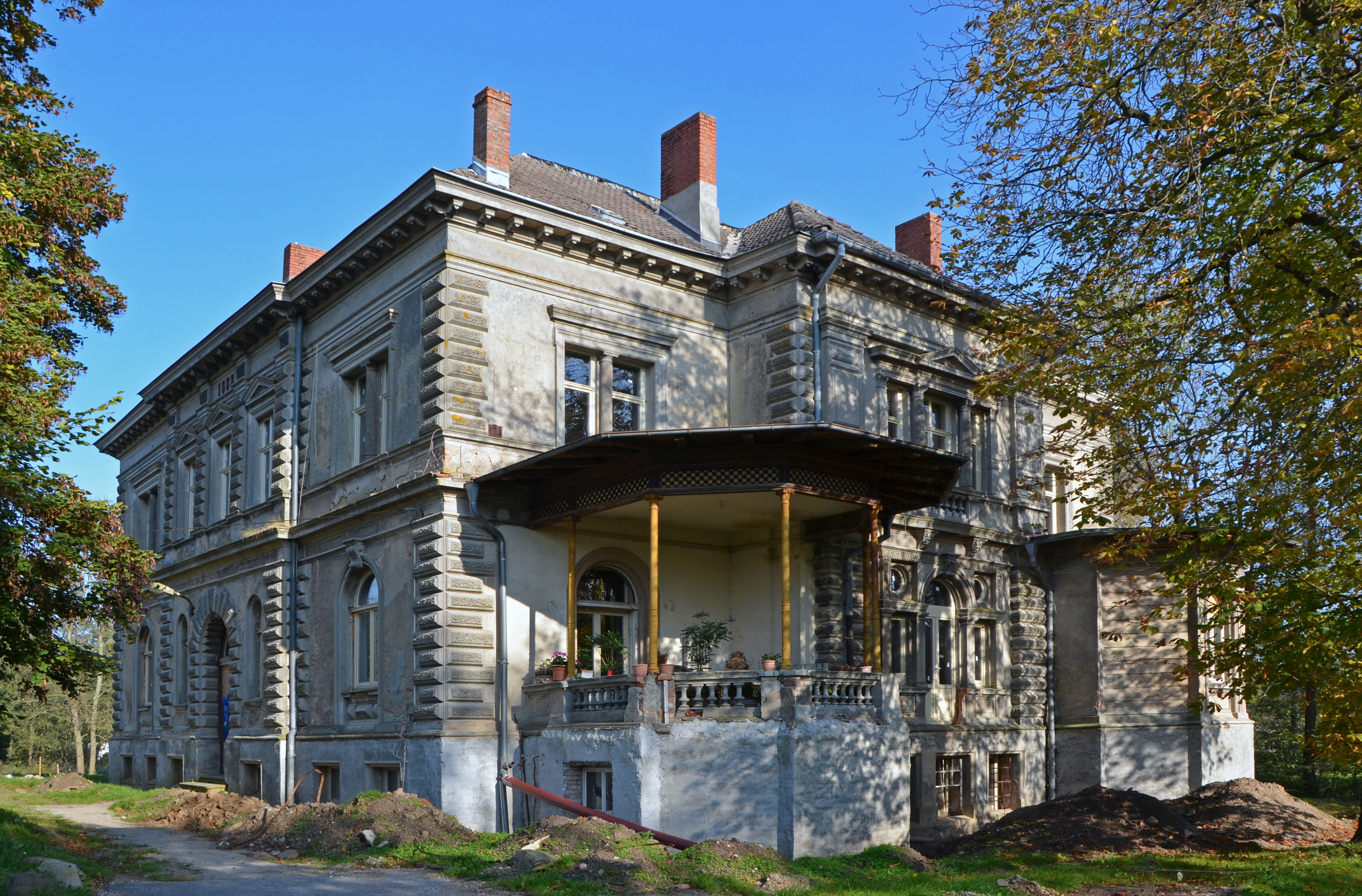
Herrenhaus Gorow (2011)

In Dänemark, wohin erste Bülows bereits im 14. Jahrhundert gelangten, sind bis heute Zweige der Linien Wedendorf, Radum und Plüskow verbreitet. Es ergingen in Dänemark an die Familie zwischen 1656 und 1904 insgesamt 18 Adelsnaturalisationen. Im 17. und 18. Jahrhundert konnten sich die Bülow auch in Livland ausbreiten. In den Niederlanden erfolgte die Aufnahme in den niederländischen Adel mit dem Titel Jonkheer für die Deszendenz des königlich niederländischen Premierlieutenant Carel Floris Willem von Bülow († 1823). In Preußen wurde der Familie am 24. Dezember 1904 das Präsentationsrecht zum Preußischen Herrenhaus erteilt.
Das Geschlecht unterhält seit 1867 einen Familienverband mit derzeit etwa 400 Mitgliedern und richtet alle zwei Jahre Familientage aus. Die Bülow sind die zahlenstärkste deutsche Adelsfamilie, gefolgt von den Arnim.
Auf Initiative des Familienverbandes wurde 1877 die 1372 vom Schweriner Bischof Friedrich II. von Bülow gestiftete Bülow-Kapelle im Doberaner Münster restauriert.

### Linien und Standeserhebungen
Bülow aus dem Hause Abbensen

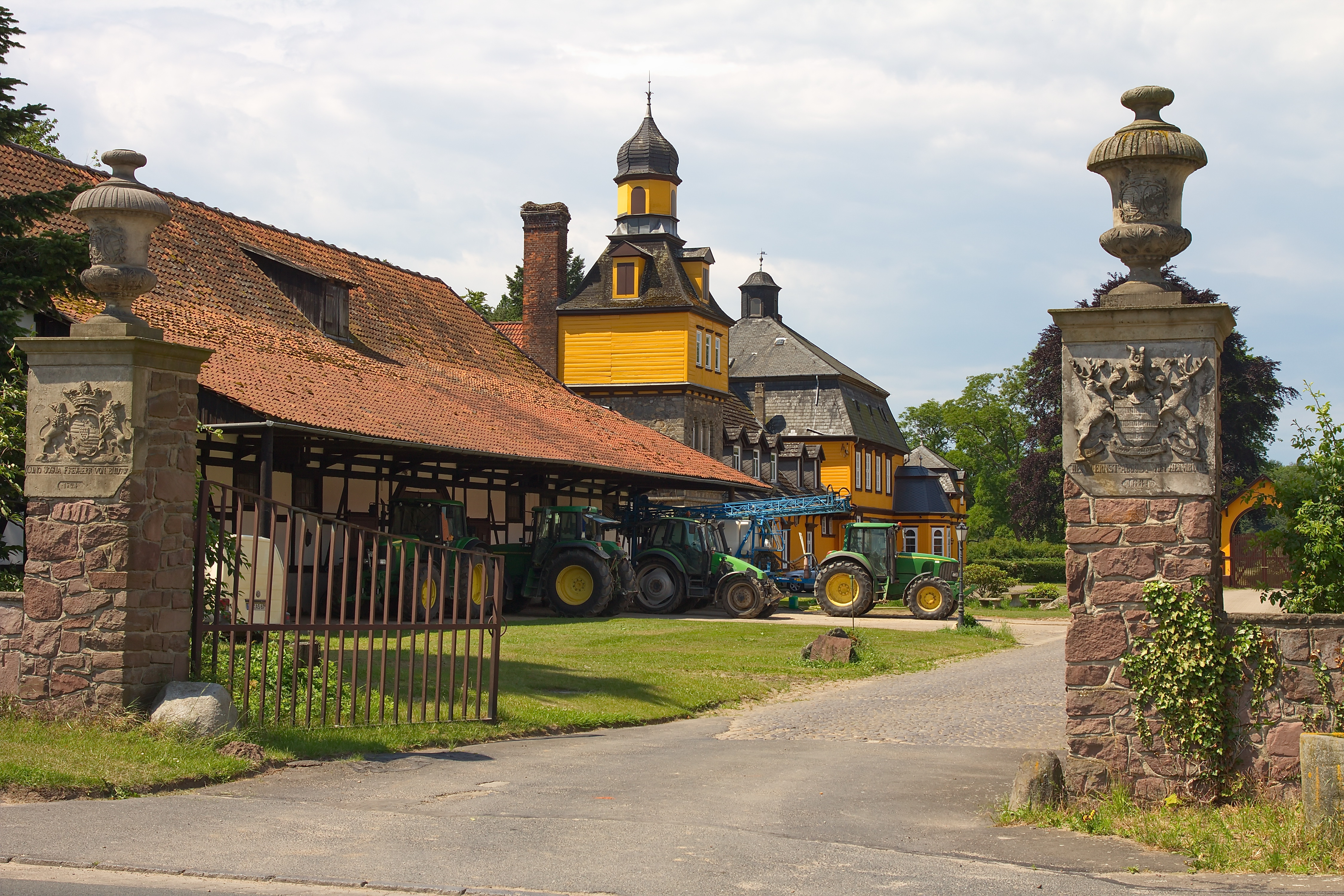
Rittergut Abbensen

Die Brüder Joachim Heinrich, Kurhannoverscher Geheimer Rat, Thomas Christian, Braunschweig-Cellescher Rat und Oberhauptmann, Cuno Josias, Hannoverscher Generalleutnant, Johann Otto, Braunschweig-Lüneburgischer Landrat, und Wilhelm Dietrich, königlich Preußischer Obersthofmeister und Ordensritter, sämtlich Söhne des Paul von Bülow, wurden vom Kaiser Joseph I. mit Diplom vom 16. Dezember 1705 in den Reichsfreiherrnstand erhoben.
Freiherr Ernst August von Bülow (1697–1766), Braunschweig-Lüneburgischer Wirklicher Geheimer- und Domänenkammerrat, wurde am 5. März 1736 in Wien von Kaiser Karl VI. in den Reichsgrafenstand gehoben. Die Kurhannoversche Anerkennung des Grafenstandes erging am 14. August 1736. Dieser starb jedoch erbenlos.
Preußen erkannte Heinrich Wilhelm von Bülow, königlich Preußischer Kammerherr, Geheimer Legationsrat und Gesandten in Paris, den Freiherrnstand am 14. Dezember 1831 an. Die Brüder Johann Friedrich und Adolph Friedrich, beide im Rang eines königlich Hannoverschen Kapitän sowie Ernst Friedrich Wilhelm von Bülow, königlich Hannoverscher Landdrost erhielten am 26. Februar 1842 die Hannoversche Anerkennung des Freiherrnstandes. Das hannoversche Rittergut Abbensen war von 1654 bis ca. 1880 im Besitz der Familie.
Bülow aus dem Hause Beyernaumburg

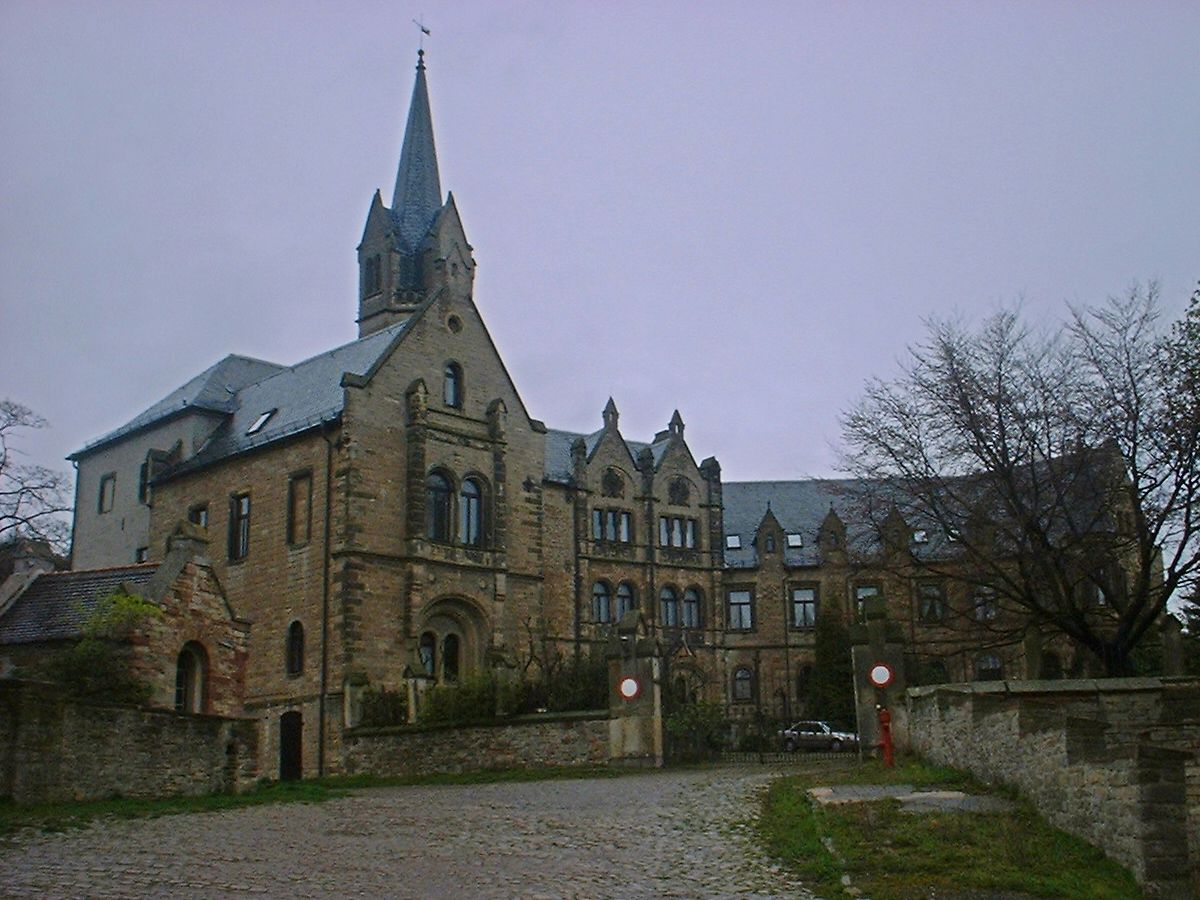
Schloss Beyernaumburg, von 1653 bis 1945 im Familienbesitz

Nach dem Recht der Erstgeburt und gebunden an den Besitz des Familienfideikommiss Beyernaumburg (von 1653 bis 1945 im Familienbesitz) kam am 15. August bzw. 28. Oktober 1903 der preußische Freiherrenstand an Wilhelm von Bülow. Die Freiherren von Bülow waren bis 1945 u. a. in Beyernaumburg ansässig.
Bülow aus dem Hause Brunsrode
Ebenfalls nach dem Recht der Erstgeburt und geknüpft an den Besitz von Groß Brunsrode (von 1634 bis 1989 im Besitz der Familie) wurde Georg von Bülow am 7. Mai 1904 in den braunschweigischen Freiherrenstand gehoben. Die preußische Genehmigung zur Führung des Freiherrentitels erging am 16. September 1904.
Bülow aus dem Hause Essenrode

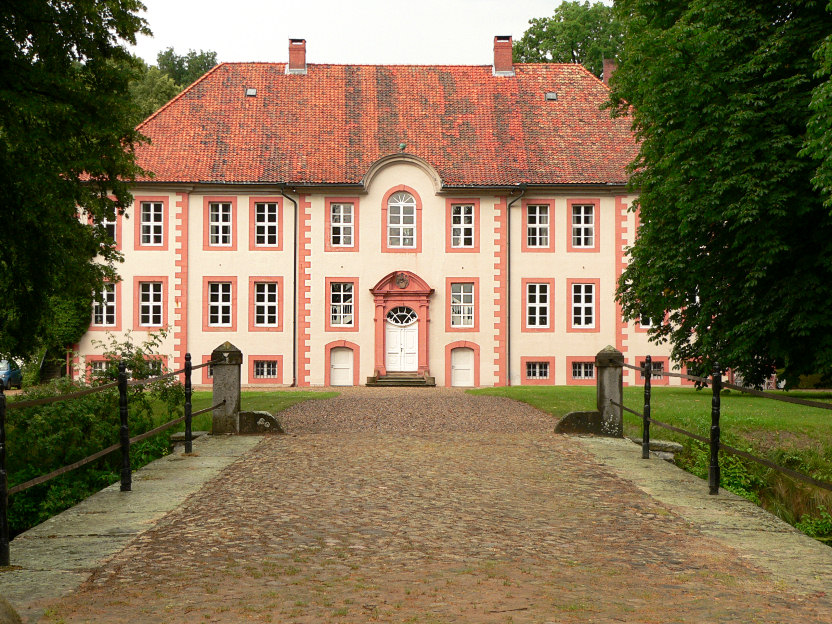
Rittergut Essenrode

Friedrich Ludwig Victor Hans von Bülow aus dem Hause Essenrode (Landkreis Helmstedt, 1625–1837 im Besitz der Familie) war zunächst hannoverscher Minister und wurde am 9. Januar 1810 in den westphälischen Grafenstand erhoben. Als königlich preußischer Finanzminister wurde er von König Friedrich Wilhelm III. am 17. Januar 1816 in den preußischen Grafenstand erhoben. Sein Sohn, Graf Hans Adolf Karl von Bülow, war 1850–1858 mecklenburg-schwerinscher Ministerpräsident.
Für Karl von Bülow (* 1812), Sohn des königlich dänischen Kammerherrn und Hofjägermeisters, Gottlob von Bülow aus dem Hause Essenrode und der Louise von Stolle, gab es am 19. September 1818 eine Namens- und Wappenvereinigung Bülow-Stolle.
Bülow aus dem Hause Kamin
Der spätere Reichskanzler Bernhard von Bülow (1849–1929) wurde am 22. Juni 1899 in den preußischen Grafenstand erhoben. Die Vererbung des Titels war vorbehaltlich. Am 6. Juni 1905 erfolgte die Hebung in den preußischen Fürstenstand. Er starb ohne Nachkommen.
Bülow aus dem Hause Kühren

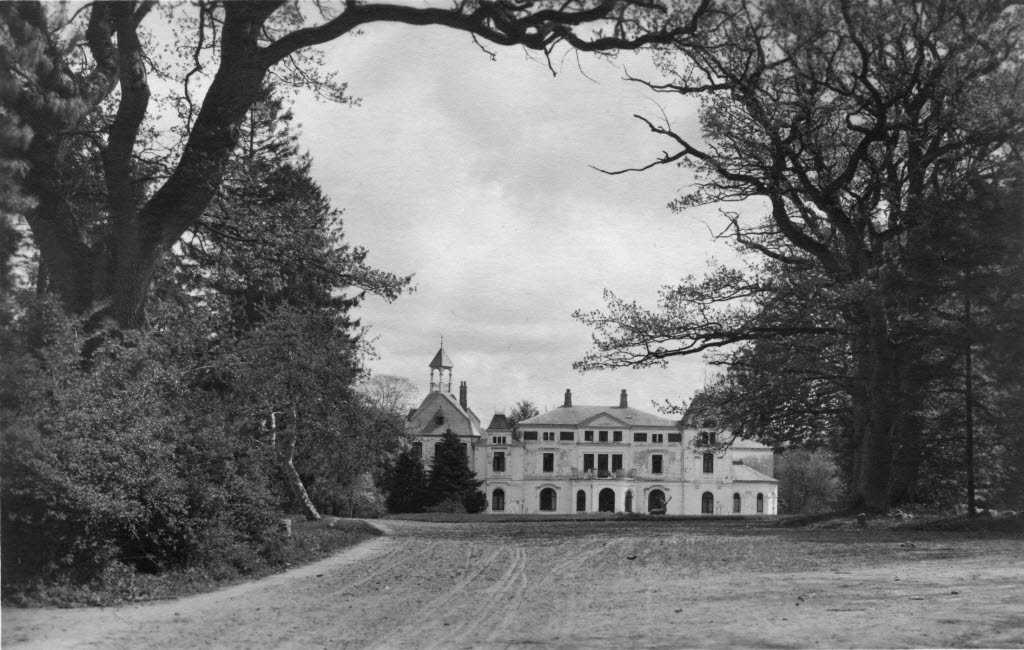
Herrenhaus Kühren
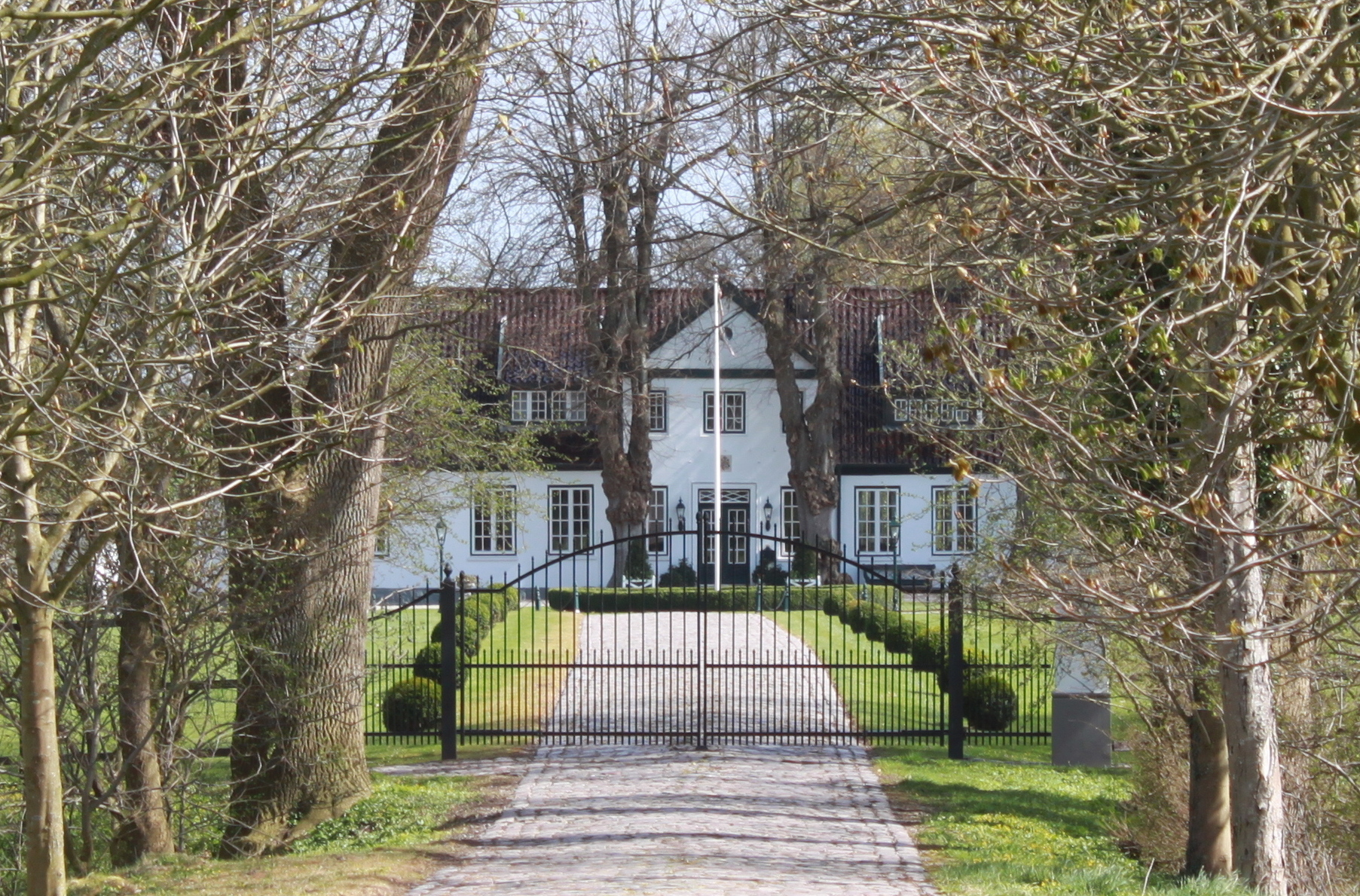
Herrenhaus Wilhelminenhof

Der großherzoglich mecklenburgische Oberkammerherr und Oberjägermeister Detlev von Bülow (1793–1882) wurde nach dem Recht der Erstgeburt und gebunden an den Besitz des Fideikommiss Kühren mit Wilhelminenhof (Kreis Plön, Schleswig-Holstein) am 22. Juli bzw. 16. September 1881 in den preußischen Grafenstand gehoben. Die Adeligen Güter Kühren (mit einer Fläche von 800 ha) und Wilhelminenhof befinden sich seit 1778 bis heute im Besitz der Herren bzw. Grafen von Bülow. Das alte Kührener Herrenhaus wurde Mitte des 20. Jahrhunderts abgerissen und 1996 durch ein neues ersetzt.
Bülow von Dennewitz
In Anerkennung seines Sieges am 6. September 1813 in der Schlacht bei Dennewitz über die Franzosen, wurde der preußische General der Infanterie Friedrich Wilhelm von Bülow aus dem Hause Falkenberg (ab 1683 im Familienbesitz) am 3. Juni 1814 in Paris in den preußischen Grafenstand von Dennewitz erhoben.
Bülow-Trummer
Am 12. September 1872 kam es zur mecklenburgischen Namensvereinigung Bülow-Trummer für Ernst von Bülow und seine 1871 geehelichte Gattin Elisabeth Trummer.
Bülow-Wendhausen
Eine Braunschweigische Bestätigung des Freiherrenstandes mit Namens- und Wappenvereinigung mit den Freiherren von Wendhausen erging am 30. Dezember 1839 für den herzoglich braunschweigischen Kammerpräsidenten Friedrich von Bülow (1772–1840).
Briefadlige Bülow aus dem Hause Lichterfelde (1828), (1855) und (1870)
Der natürliche Sohn des königlich preußischen Landrats und Majors Carl von Bülow aus dem Hause Lichterfelde (1778–1851), Karl Kolberg (* 1801), nachmaliger königlich preußischer Regierungsrat, erhielt am 20. August 1828 die preußische Adelslegitimation unter Beilegung des väterlichen Namens Bülow.
Helene Möller (* 1842), Adoptivtochter des oben genannten 1828 nobilitierten Karl von Bülow wurde unter Beilegung des adoptivväterlichen Wappens und Namens am 19. November 1855 in den preußischen Adelstand gehoben.
Ebenfalls ein preußischer Adelstand erging in Berlin am 2. Mai 1870 für Louise Holle (* 1863), Adoptivtochter des Schulinspektors Karl von Bülow aus dem Hause Lichterfelde (1820–1898) und der Luise von Bülow, mit Beilegung des Namens und Wappens der Adoptiveltern.
Von Bülow-Stolle
Johann Wilhelm von Stolle vermachte laut Testament vom 12. September 1818 dem ältesten Sohn seiner am 21. Juli 1810 mit Gottlob Wilhelm Friedrich von Bülow (Sohn von Friedrich Ernst von Bülow) vermählten Tochter Louise Friderike Antoinette von Stolle sowie dessen männlichen Descendenten die Zinsen eines mit hypothekarischer Sicherheit in schleswigschen Gütern unkündbar angelegten Geld-Fideikommisses unter der Bedingung, den von Stolleschen Namen und das Wappen mit dem eigenen Namen und Wappen zu führen. Der Testator setzte durch eine ausdrückliche Bestimmung fest, dass jeweils nur ein Deszendent die Zinsen des Fideikommisses genießen und den Namen und Wappen beider Geschlechter vereint führen solle. Demgemäß gingen, als der erste Erbe und älteste Enkel des Testators Wilhelm Carl August von Bülow-Stolle am 4. März 1826 in jugendlichen Jahren in Hannover starb, seine Rechte und Pflichten auf seinen Bruder, den hannoverschen Offizier Carl Magnus Ido Harald von Bülow-Stolle über.

### Grablegen der Familie
- Doberaner Münster, Bülowkapelle (gestiftet durch den Schweriner Bischof Friedrich II. von Bülow 1372)
- Marienkirche in Gudow
- Schnaditz; da 1659–1678 im Besitz derer von Bülow, verblieb in der Dorfkirche ein hölzerner Totenschild für Carol Leberecht von Bülow (1653–1665) mit Wappendarstellung und umlaufender Inschrift.[6]

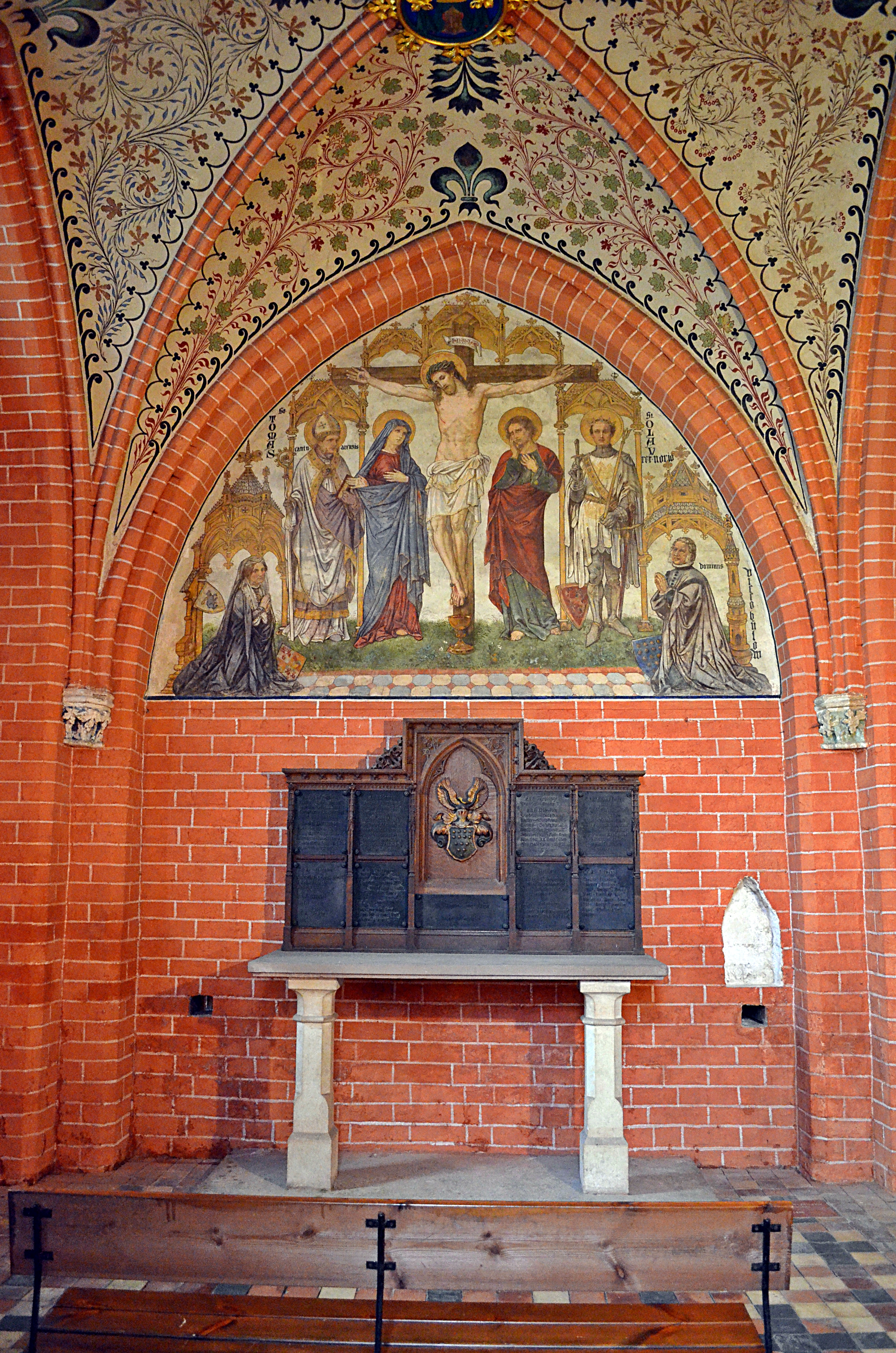
Doberaner Münster, Bülowkapelle
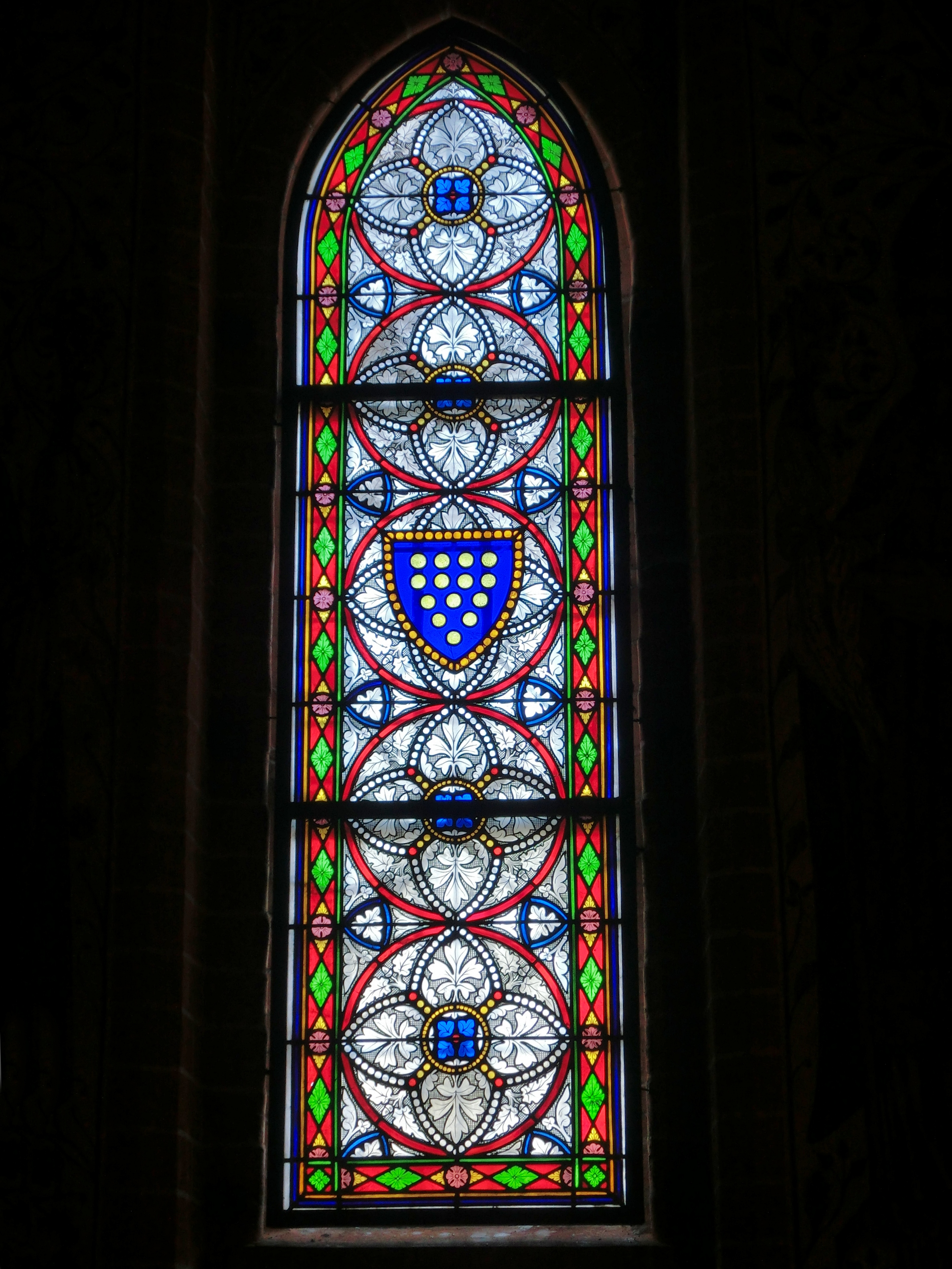
Fenster in der Bülowkapelle
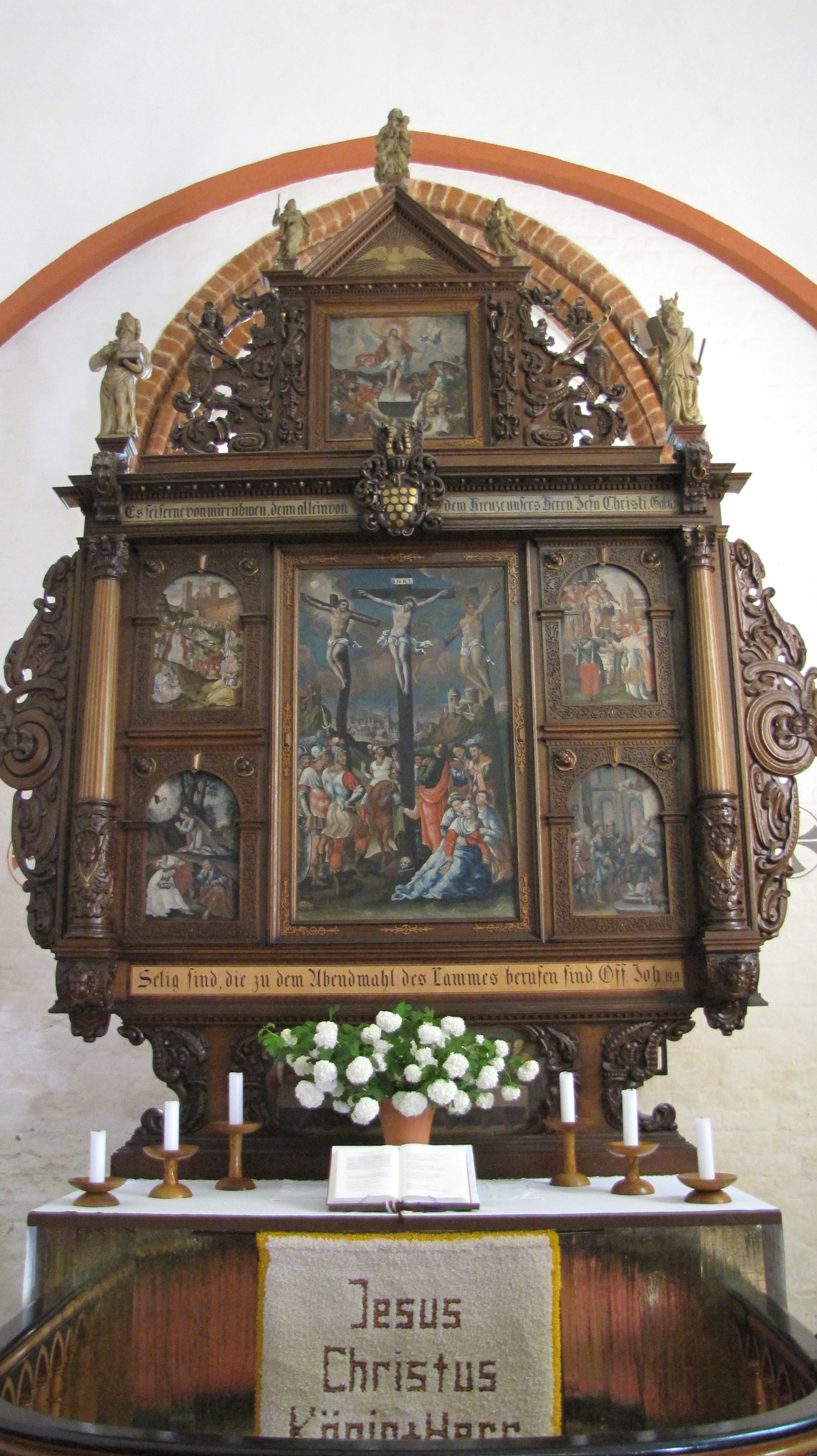
Altar in der Nikolaikirche Dassow
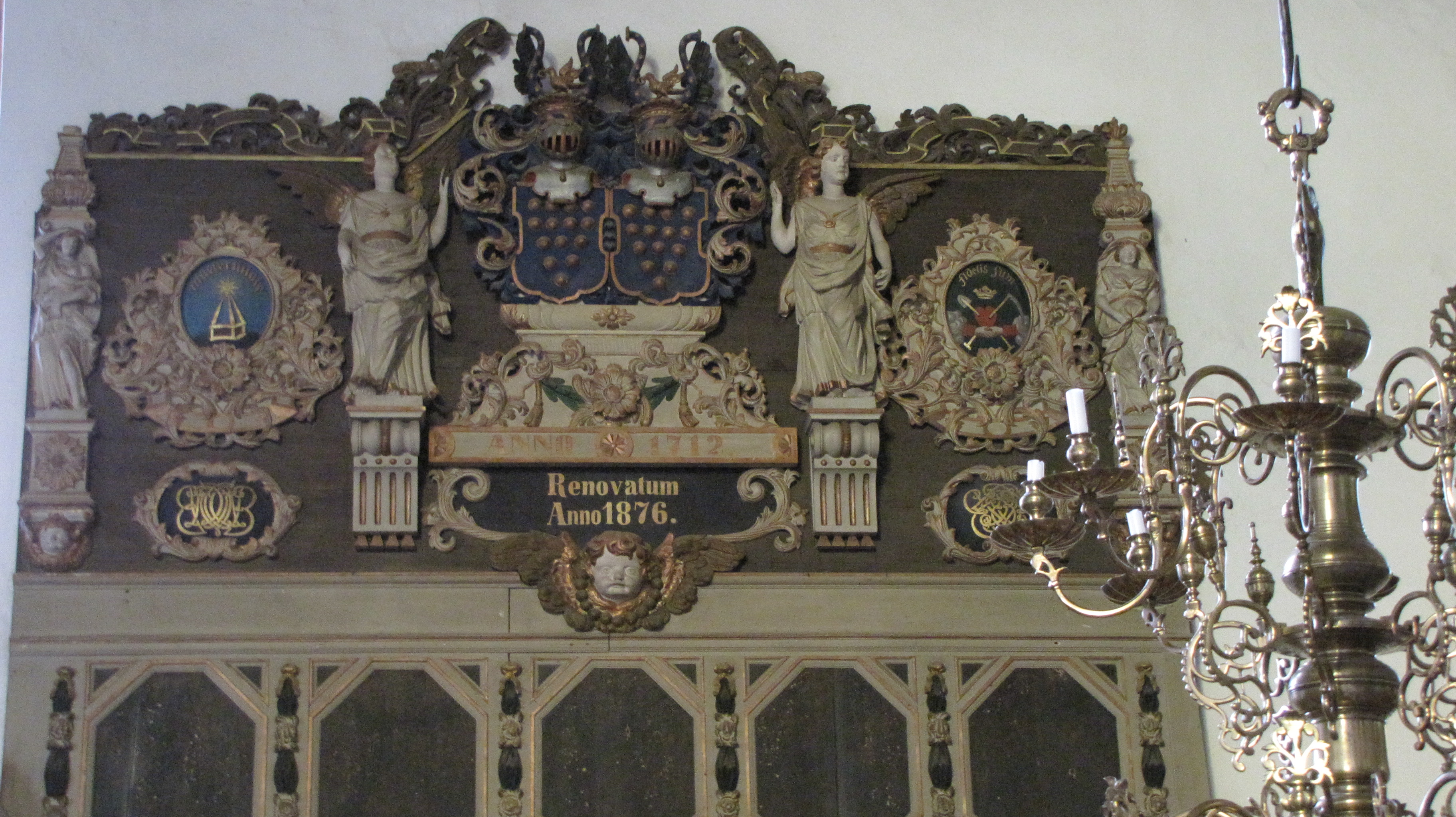
Brüstung der ehemaligen Patronatsloge in der Dassower Kirche
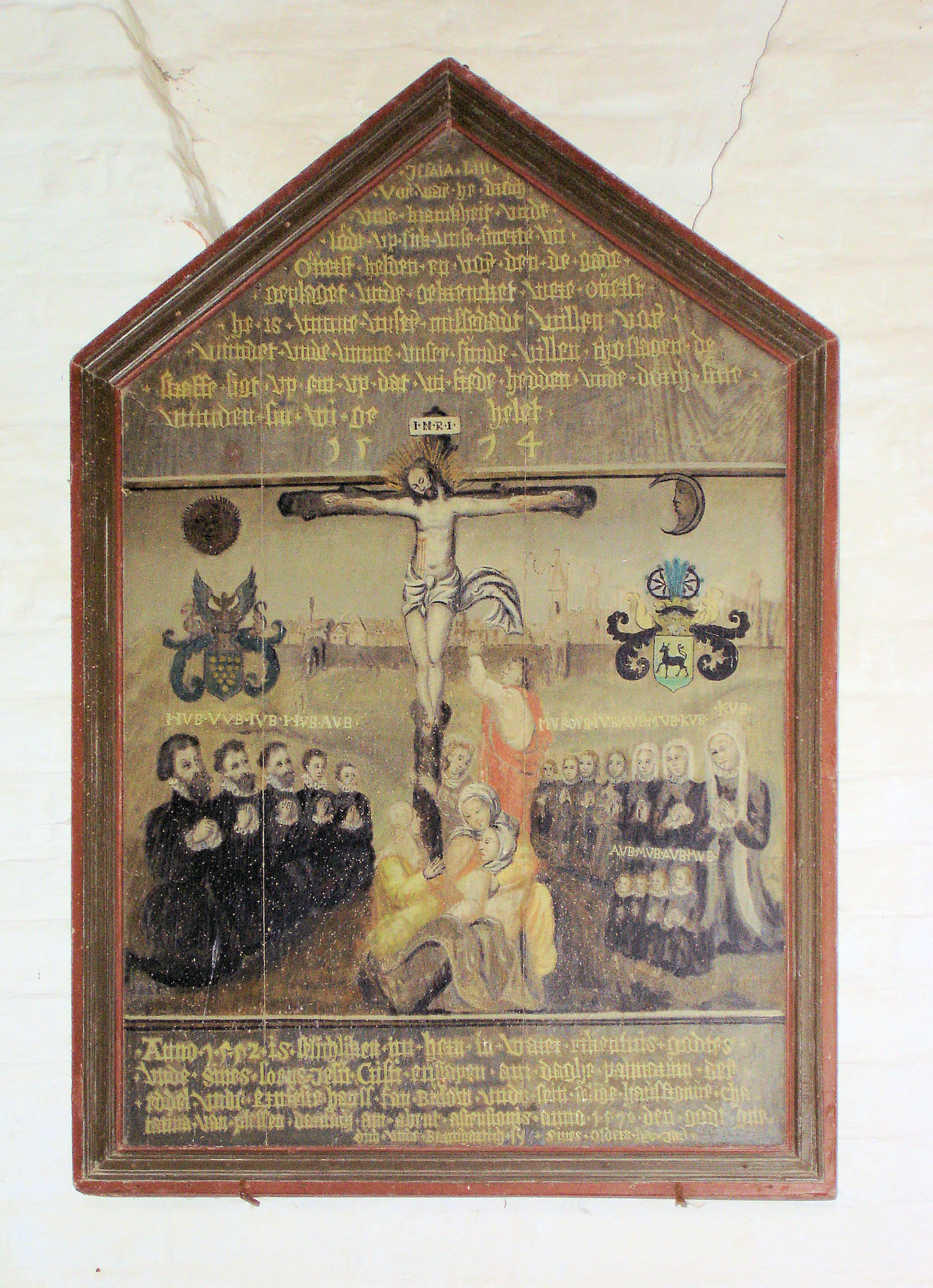
Epitaph für Hans von Bülow und Christina von Plessen (1574) in der Dorfkirche Friedrichshagen

## Wappen
Das Stammwappen zeigt in Blau vierzehn (4,4,3,2,1) goldene Kugeln. Auf dem Helm mit blau-goldenen Decken ein Pirol mit goldenem Ring im Schnabel zwischen offenem goldenen Flug hinter zwei mit je sieben goldenen Kugeln belegten blauen Büffelhörnern.

### Historische Wappenbilder

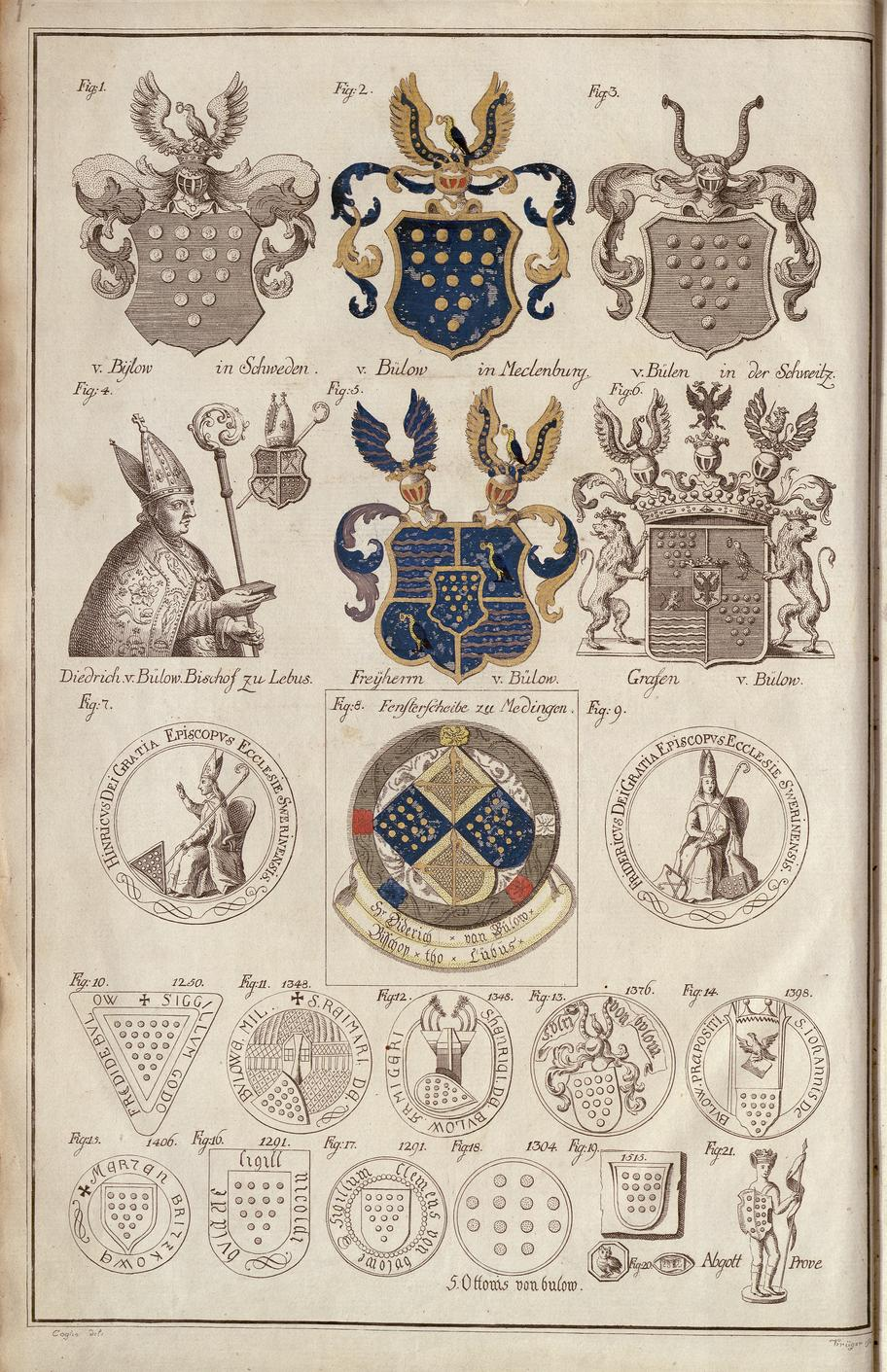
Verschiedene Formen des Wappens der Familie Bülow (1780)
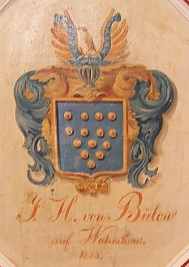
Wappen in der Kirche von Wamckow
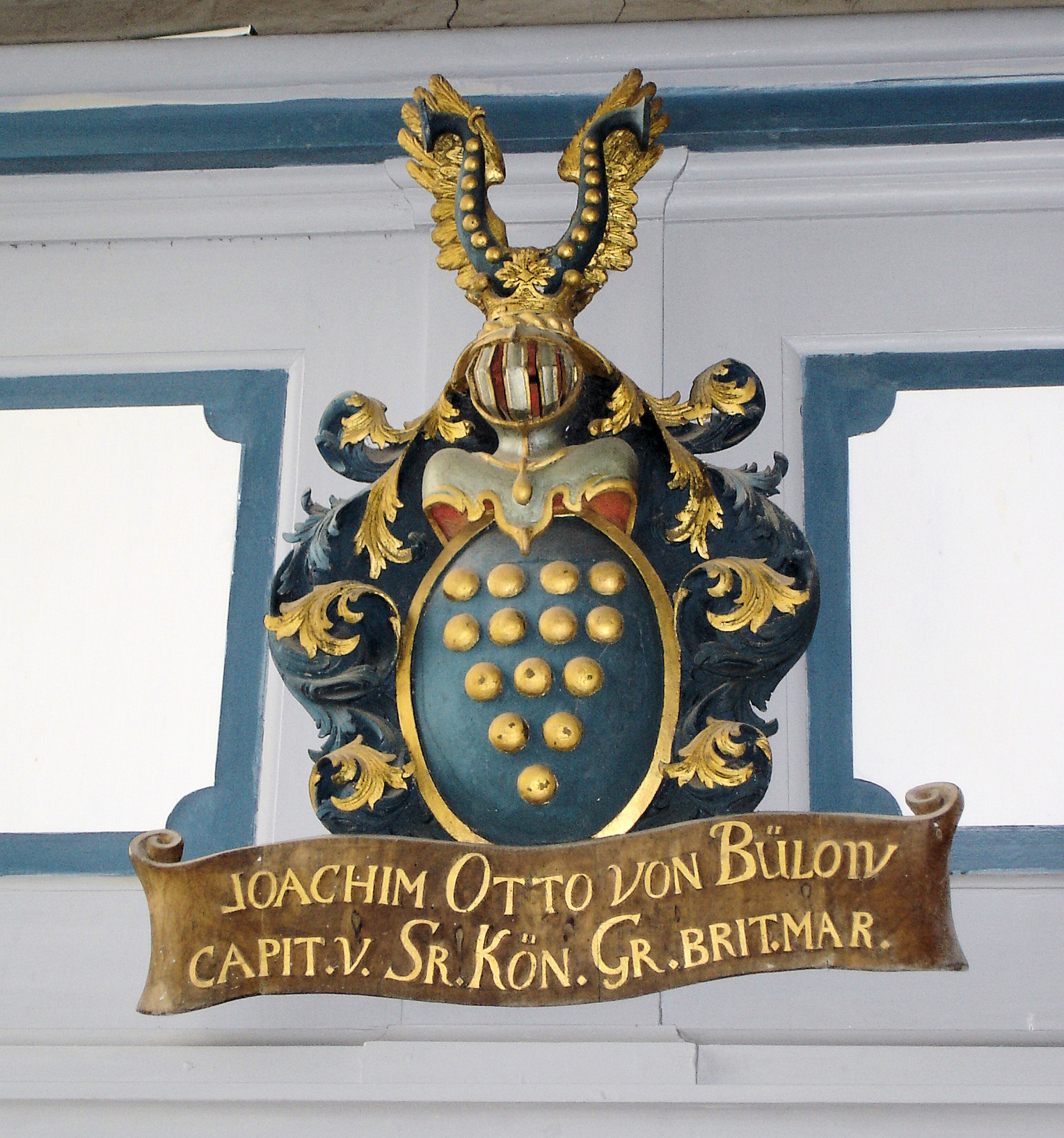
Wappen in der Dorfkirche Friedrichshagen
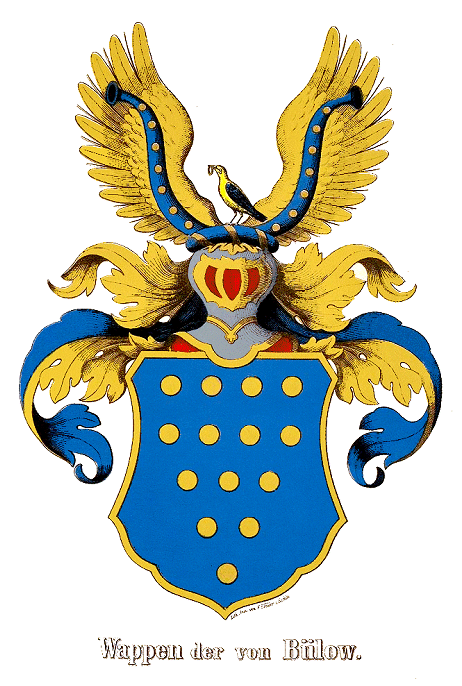
Wappen derer von Bülow (1858)
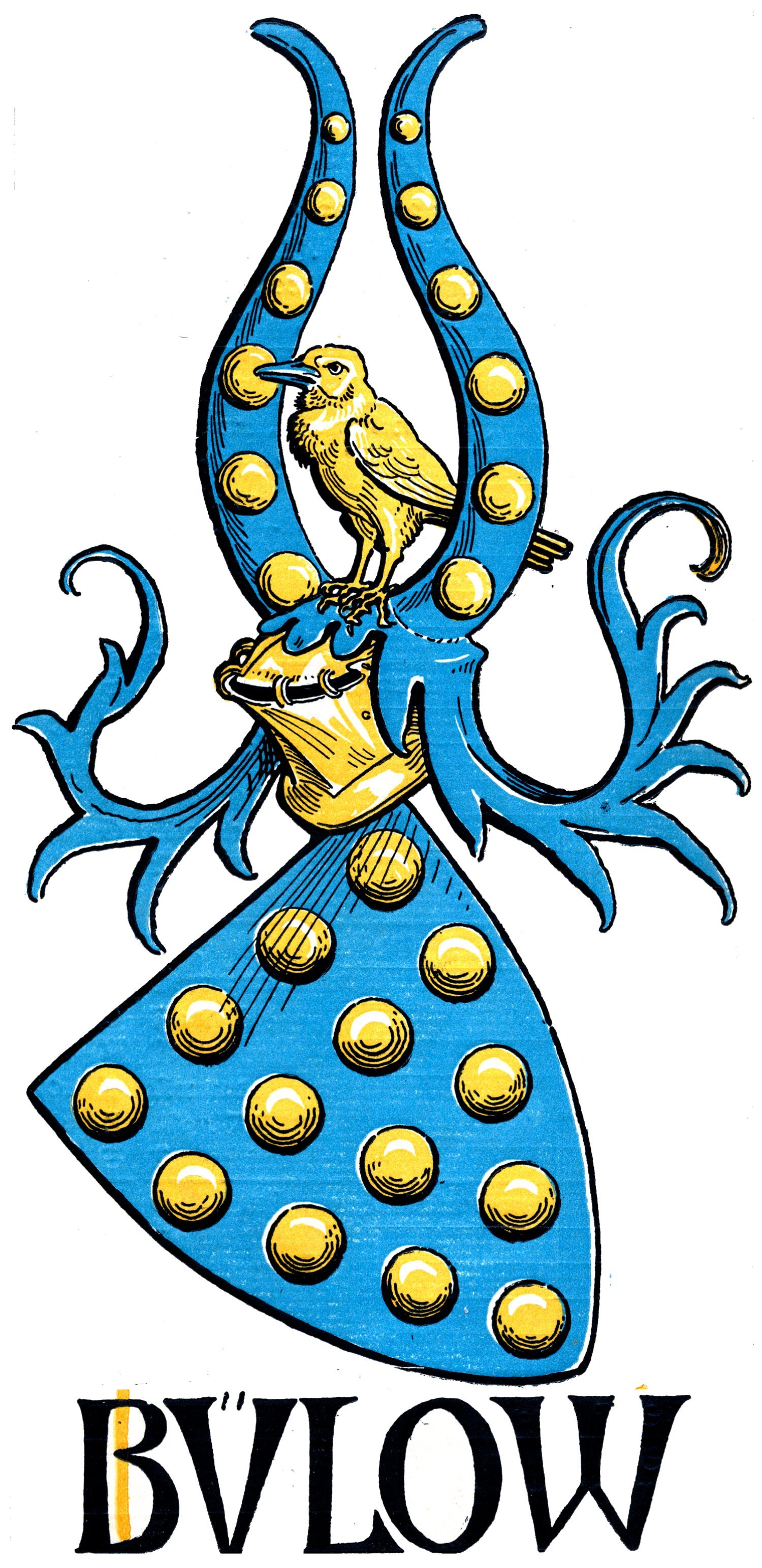
Wappengrafik von Otto Hupp im Münchener Kalender von 1902
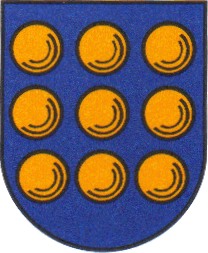
Wappen des heutigen Fleckens Gartow und der Samtgemeinde gleichen Namens

## Bekannte Namensträger (chronologisch)

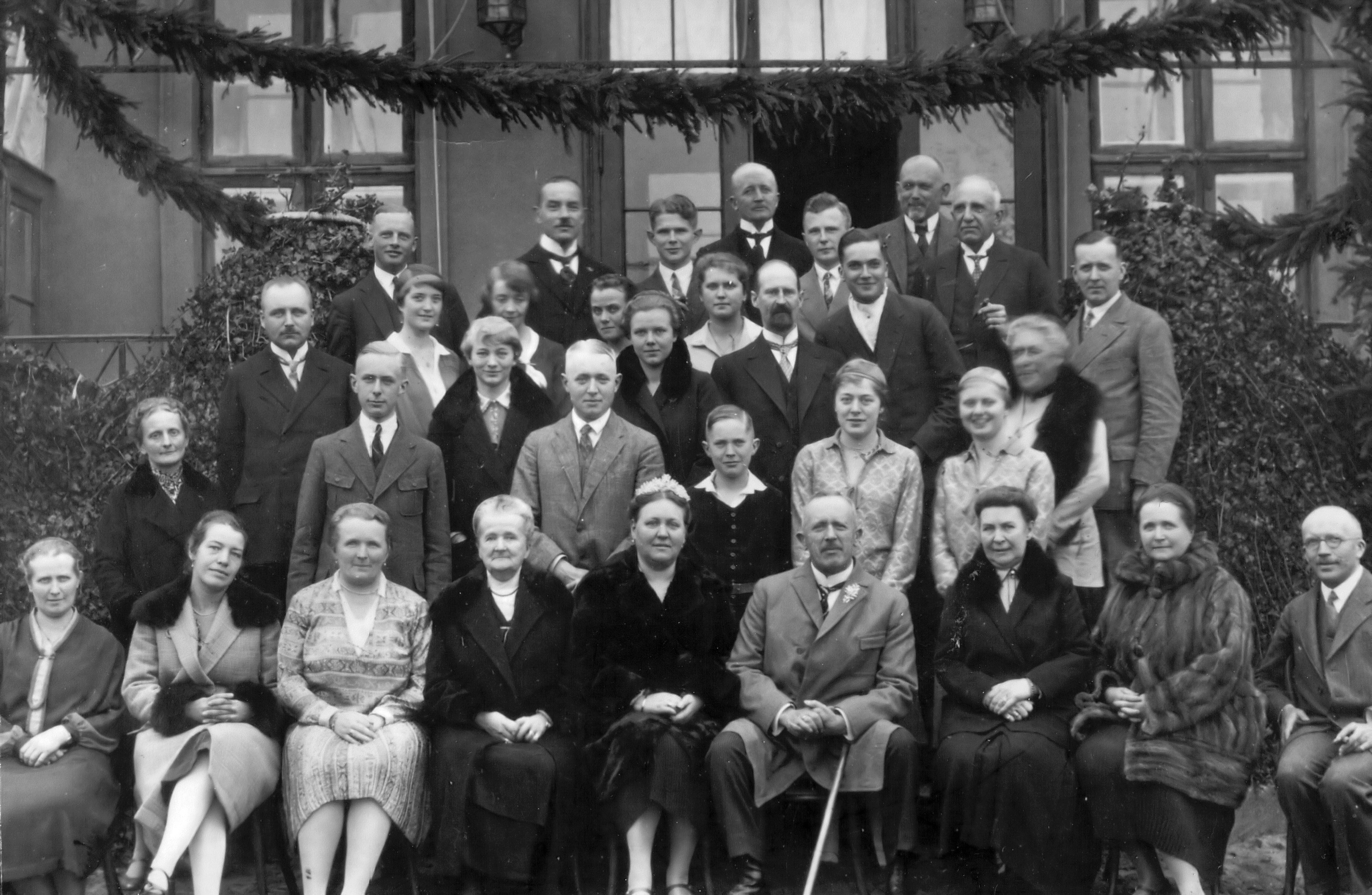
Familie von Bülow am 28. Oktober 1928 vor deren Gutshaus Rogeez

- Gottfried I. von Bülow († 1314), Bischof von Schwerin
- Ludolf von Bülow († 1339), Bischof von Schwerin
- Heinrich I. von Bülow († 1347), Bischof von Schwerin
- Friedrich II. von Bülow († 1375), Bischof von Schwerin
- Dietrich von Bülow (1460–1523), Bischof des Bistums Lebus
- Hartwig von Bülow (1568–1639), Erbherr auf Pokrent, Domdechant des Hochstifts Ratzeburg
- Barthold Hartwig von Bülow (1611–1667), schwedischer General und Vizegouverneur von Schwedisch-Pommern
- Jakob von Bülow (1626–1681), General
- Joachim Hinrich von Bülow (1650–1724), hannoverscher Staatsmann
- Otto Diedrich von Bülow (1655–1732), Landkomtur des Deutschen Ordens in Sachsen in Lucklum
- Reimar Hans von Bülow (1656–1712), dänischer General
  - Engelke von Bülow (1691–1740), dänischer Hofbeamter und Amtmann
  - Ludwig Wilhelm von Bülow (1699–1785), dänischer Amtmann
- Cuno Josua von Bülow (1658–1733), hannoverscher Feldmarschall
- Wilhelm Dietrich von Bülow (1664–1737), Oberhofmeister der Königin, Ritter des Schwarzen Adlerordens
  - Friedrich von Bülow (1698–1738), preußischer Kriegsminister
    - August Christian von Bülow (1728–1760), kurhannoverscher Generaladjutant
- Sophia Catharina von Bülow a.d.H. Tellow (1670–1727), davon 1723–1727 als Domina, Vorsteherin des Damenstifts im Kloster Dobbertin
- Anna Levecke(n) von Bülow a.d.H. Groß Siemen (1682–1747), 1727–1747 Domina im Damenstift des Klosters Dobbertin
- Jobst Heinrich von Bülow (1683–1762), Provisor ab 1721 und Klosterhauptmann von 1747–1762 im Kloster Dobbertin, Erbherr auf Woserin
- Matthias von Bülow († 1744), kur-braunschweig-lüneburgischer Oberst und Chef eines Reuter-Regiments
- Johann Albrecht von Bülow (1708–1776), preußischer General
- Christoph Karl von Bülow (1716–1788), preußischer General
- Daniel Gottlieb von Bülow (1718–1757), preußischer Oberst
- Friedrich Ulrich Arwegh von Bülow (1726–1791), deutscher Dichter
  - Adam Heinrich Dietrich Freiherr von Bülow (1757–1807), Militärschriftsteller
- Friedrich Ernst von Bülow (1736–1802), lüneburgischer Landschaftsdirektor
  - Friedrich von Bülow (1762–1827), deutscher Verwaltungsjurist, Regierungspräsident in Soldin
  - Friedrich Ludwig Victor Hans von Bülow (1774–1825), westfälisch-preußischer Staatsmann, Oberpräsident von Schlesien
    - Hans Adolf Carl von Bülow, 1850–1858 mecklenburg-schwerinscher Ministerpräsident
- Ulrich von Bülow (1744–1811), dänischer Generalmajor
- Bernhard Joachim von Bülow (1747–1826), mecklenburgischer Diplomat und Oberhofmarschall
  - Bernhard Joachim von Bülow (1787–1839), Gutsbesitzer
    - Helene von Bülow (1816–1890), Gründerin und erste Oberin des Diakonissenmutterhauses „Stift Bethlehem“ in Ludwigslust

  - Adolf von Bülow (1787–1816), Verwaltungsjurist in dänischen Diensten, Amtmann in Cismar
    - Bernhard Ernst von Bülow (1815–1879), Staatsmann, Staatssekretär im Auswärtigen Amt
      - Bernhard Fürst von Bülow (1849–1929), Reichskanzler 1900/09 ⚭ Maria Beccadelli di Bologna
      - Adolf von Bülow (1850–1897), Generalmajor, später persönlicher Adjutant Kaiser Wilhelms II.
        - Bernhard Wilhelm von Bülow (1885–1936), Staatssekretär im Auswärtigen Amt

      - Alfred von Bülow (1851–1916), Diplomat
      - Karl Ulrich von Bülow (1862–1914), Generalmajor

  - Heinrich von Bülow (1792–1846), preußischer Staatsmann, Minister des Auswärtigen, Schwiegersohn von Wilhelm von Humboldt
  - Gabriele von Bülow (1802–1887), Tochter Wilhelm von Humboldts und Gemahlin von Heinrich von Bülow, Oberhofmeisterin von Königin Augusta
- Johann von Bülow (1751–1828), Hofmarschall im dänischen Hofstaat
- Georg Ludwig von Bülow (1751–1822) auf Gudow, Lauenburgischer Erblandmarschall
  - Adolf Gottlieb von Bülow (1795–1841), auf Gudow, Lauenburgischer Erblandmarschall, Landrat
    - Friedrich Gottlieb von Bülow (1831–1898), auf Gudow, Lauenburgischer Erblandmarschall
- Friedrich Wilhelm Freiherr von Bülow, Graf von Dennewitz (1755–1816), preußischer Generalfeldmarschall
- Hans Caspar von Bülow (1757–1818), Domherr in Lübeck, auf Kühren
  - Detlev Ludwig Friedrich von Bülow, ab 1881 Graf von Bülow (1793–1882), auf Kühren, mecklenburgischer Forstbeamter
- Christian Dietrich Carl von Bülow (1767–1850), Oberstleutnant, 1825–1850 Kommandant der Stadt und Festung Dömitz
- Georg Bernhard von Bülow (1768–1854), Oberforstmeister, Rittergutsbesitzer und Mitglied des Provinziallandtags der Provinz Pommern
- Gottfried Philipp von Bülow (1770–1850), Jurist, Verwaltungsbeamter, Historiker, braunschweigischer Staatsmann
- Vollrath Joachim Helmuth von Bülow (1771–1840), mecklenburgischer Kammerherr, Oberstallmeister und Leiter des Landgestüts Redefin
  - Bernhard Friedrich Ferdinand Carl von Bülow (1820–1864), mecklenburgischer Diplomat und Gesandter beim Bundestag des Deutschen Bundes in Frankfurt am Main
    - Franz Joseph von Bülow (1861–1915), Oberleutnant, Kolonialschriftsteller und homosexueller Aktivist
- Christian Wind von Bülow (1772–1838), dänischer Kammerherr und Oberst
- Heinrich Georg Christian Friedrich von Bülow (1772–1840), Jurist, braunschweigischer Kammerpräsident (Villa von Bülow)
- Ernst von Bülow-Cummerow (1775–1851), Landwirt, Publizist, Nationalökonom, Politiker
- Johann Carl Wilhelm von Bülow (1778–1851), preußischer Major und erster Landrat in Jülich
- Johann Rudolf von Bülow (1779–1839), dänischer Landrat in Glückstadt
- Detlev Heinrich von Bülow (1782–1855) auf Bothkamp und Bossee, Amtmann und Landrat
  - Friedrich Gustav von Bülow (1817–1893), Gutsbesitzer und Kammerherr, Erbauer der Sternwarte Bothkamp
    - Cai von Bülow (1851–1910), Gutsbesitzer und preußischer Landrat
      - Walter von Bülow-Bothkamp (1894–1918), deutscher Jagdflieger im Ersten Weltkrieg
      - Harry von Bülow-Bothkamp (1897–1976), deutscher Jagdflieger im Ersten Weltkrieg, sowie Oberst der Luftwaffe im Zweiten Weltkrieg

    - Detlev von Bülow (1854–1926), preußischer Oberpräsident
- Friedrich Franz von Bülow (1788–1848) auf Gorow und Klein Bölkow (Satow) und Müssen, Vize-Landmarschall des Herzogtums Lauenburg
- Friedrich Karl von Bülow (1789–1853), preußischer Diplomat
  - Albert von Bülow (1829–1892), preußischer Generalmajor
    - Friedrich von Bülow (1868–1936), deutscher Verwaltungsjurist, Regierungspräsident von Bromberg
    - Rudolf von Bülow (1873–1955), deutscher Diplomat

  - Karl Adolf Leopold von Bülow (1837–1907), preußischer General der Kavallerie
- Frederik Rudbek Henrik von Bülow (1791–1858), dänischer Generalleutnant im Schleswig-Holsteinischen Krieg (1848–1851)
- Jaspar Friedrich von Bülow (1794–1871), mecklenburg-schwerinscher Oberhofmarschall
  - Alexander von Bülow (1829–1901), mecklenburg-schwerinscher Staatsminister
    - Henning von Bülow, Gutsbesitzer auf Goldenbow

  - Jasper von Bülow (1836–1878), mecklenburg-strelitzer Hofmarschall
    - Friedrich von Bülow (1870–1929), deutscher Konteradmiral
    - Carl-August von Bülow (1876–1946), deutscher Verwaltungsjurist und Landrat
- Gebhard von Bülow (1799–1875), Gutsbesitzer und Mitglied des Preußischen Herrenhaus
- Carl Friedrich Ulrich von Bülow (1799–?), mecklenburgischer Kammerherr und Justizrat
- Ernst Friedrich Wilhelm Freiherr von Bülow (1801–1861), Landdrost zu Stade ab 1841, dann zu Hannover
- Eduard von Bülow (1803–1853), Novellendichter
  - Hans von Bülow (1830–1894), Musiker, Dirigent, Komponist, Kapellmeister
- Hans von Bülow (1807–1869), preußischer Beamter
- Bertha von Marenholtz-Bülow, geb. von Bülow-Wendhausen (1810–1893), Pädagogin
- Otto von Bülow (1812–1895), dänischer Generalmajor
- Hans Adolf Julius von Bülow (1816–1897), preußischer General der Artillerie
- Emil Freiherr von Bülow (1817–1903), römisch-katholischer Geistlicher und Provinzial der Jesuiten in Wien
- Hugo von Bülow (1821–1869), Konsul des Norddeutschen Bundes in Smyrna
  - Frieda von Bülow (1857–1909), Schriftstellerin, gilt als Begründerin des deutschen Kolonialromans, Schwester Albrechts und Margarethes von Bülow
  - Margarethe von Bülow (1860–1884), Novellistin, Schwester von Frieda und Albrecht von Bülow
- Otto von Bülow (1827–1901), preußischer Diplomat
- Albert von Bülow (1829–1892), preußischer Generalmajor
- Woldemar von Bülow (1830–1869), preußischer Landrat im Kreis Ruppin (1860–1869)
- Gottfried von Bülow (1831–1907), deutscher Archivar und Historiker, Leiter des Staatsarchivs Stettin
- Bodo von Bülow (1834–1904), Staatsrat und Vorsitzender des Finanzministeriums in Schwerin
- Karl von Bülow (Richter) (1834–1910) Senatspräsident beim Reichsgericht
  - Georg Freiherr von Bülow (1872–1954), Fregattenkapitän und Gründer der MOV
- Gebhard Lebrecht von Bülow (1836–?), Gutsbesitzer und Mitglied des Preußischen Herrenhaus
- Hans von Bülow (1836–1896), sächsischer Generalmajor
- Karl Adolf Leopold von Bülow (1837–1907), preußischer General der Kavallerie
- Hermann von Bülow (1842–1906), deutscher Reichsgerichtsrat
- Ernst von Bülow (1842–1901), preußischer Generalleutnant
- Curt von Bülow (1843–1919), Rittergutsbesitzer und Politiker
- Georg Hartwig Adolf von Bülow (1844–1919), preußischer Generalleutnant
- Gertrud von Bülow, Gräfin von Dennewitz (1844–1927), Schriftstellerin; Frauenrechtlerin
- Karl von Bülow (1846–1921), Generalfeldmarschall

  - Vicco von Bülow (1891–1970), genannt Vicco von Bülow-Schwante, deutscher Diplomat
  - Busso von Bülow (1886–1915)
- Werner von Bülow (1848–1913), deutscher Reisender und Ethnologe
- Dietrich Wilhelm von Bülow (1850–1929), Politiker, Mitglied des preußischen Abgeordnetenhauses
- Babette von Bülow (1850–1927), geb. Eberty, Schriftstellerin mit dem Pseudonym Hans Arnold
- Adolf von Bülow (1850–1897), preußischer Generalmajor, Adjutant des Kaisers
  - Bernhard Wilhelm von Bülow (1885–1936), Staatssekretär im Auswärtigen Amt
- Alfred von Bülow (1851–1916), preußischer Geheimer Rat und Diplomat
- Georg Carl August von Bülow (1853–1936), Generalmajor
- Burghart von Bülow (1855–1892), mecklenburgischer Major und Schriftsteller
- Hans Adolf von Bülow (1857–1915), preußischer Diplomat
- Curt von Bülow (1860–1939), Politiker, Mitglied des preußischen Abgeordnetenhauses
- Eva von Bülow (1867–1942), illegitime Tochter von Richard Wagner und Cosima von Bülow, geb. Flavigny
- Jasper Friedrich von Bülow (1870–1929), Kaiserlicher Konteradmiral, Flügeladjutant des Kaisers
- Hartwig von Bülow (1871–1939), Generalmajor
- Frits Toxwerdt von Bülow (1872–1955), dänischer Jurist, Politiker und Justizminister von 1910 bis 1913
- Otto von Bülow (1874–1930), Kapitän zur See der Kaiserlichen Marine
  - Otto von Bülow (1911–2006), Kapitän zur See der Bundesmarine
- Hilmer Freiherr von Bülow (1883–1966), Generalleutnant der Luftwaffe, Militärschriftsteller
- Alexander von Bülow (1883–1973), Jagdschriftsteller und Oberlandforstmeister
- Bernhard Wilhelm von Bülow (1885–1936), Staatssekretär im Auswärtigen Amt
- Christian von Bülow (1887–1957), Diplomat, Jurist, Gesandtschaftsrat
- Friedrich von Bülow (1889–1984), Abteilungsleiter bei Krupp, im Krupp-Prozess zu 12 Jahren Haft verurteilt
- Cord von Bülow (1892–1942), Generalmajor
- Werner von Bülow (1898–1943), Generalmajor der Wehrmacht
- Kurd von Bülow (1899–1971), Geologe
- Georg-Ulrich von Bülow (1911–2000), Musikprofessor und Cellist
- Christian von Bülow (1917–2002), dänischer Segler

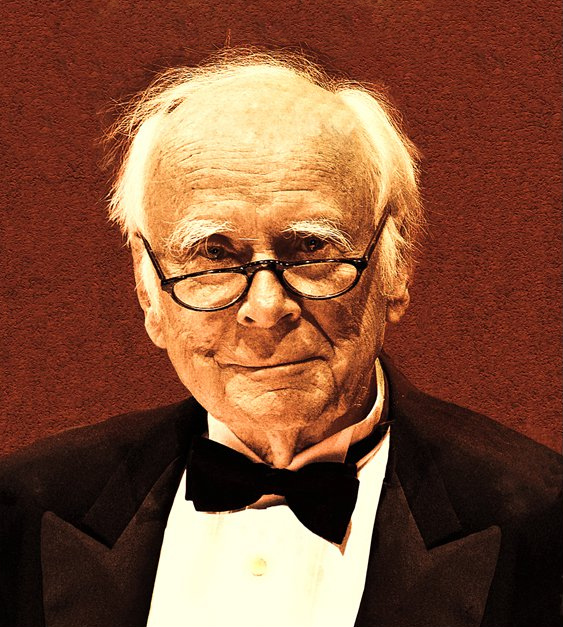
Vicco von Bülow (1923–2011), genannt Loriot (französisch für „Pirol“)

- Bernhard-Viktor Christoph Carl von Bülow (1923–2011), genannt Vicco von Bülow, Künstlername: Loriot, deutscher Humorist, Satiriker und Zeichner
- Claus von Bülow (1926–2019), bekannt geworden durch mutmaßlichen zweifachen Mordversuch an seiner Frau Sunny von Bülow und divergierende Schuldsprüche
- Sunny von Bülow (1932–2008), mutmaßliches Opfer von Claus von Bülow
- Andreas von Bülow (* 1937), Politiker (SPD)
- Gerda von Bülow (* 1945), Archäologin
- Axel Graf Bülow (* 1952), Politiker (FDP)
- Jürgen von Bülow (* 1956), Jugendbuchautor, Drehbuchautor, Regisseur und Dozent für Filmdramaturgie
- Susanne von Bülow (1958–2025), Filmproduzentin, Künstlerin und Herausgeberin, Tochter von Loriot
- Johann von Bülow (* 1972), Schauspieler